# 高旼廷
高旼廷（韩语：／，1979年8月23日—）是前韩国KBS播音员，2019年4月被韩国总统文在寅任命担任青瓦台发言人。2020年初宣布辭去發言人，投入國會議員選舉，承接秋美愛的議員選區首爾廣津乙，對戰前首爾市長吳世勳，並成功當選。

## 经历
- 2004-2017.01 KBS播音员
- 2017-2019.04 青瓦台总统副发言人
- 2019.04-青瓦台总统发言人 [5]

## 選舉履歷
| 年度 | 選舉屆數       | 選舉區       | 所屬政黨   | 得票數 | 得票率 | 當選標記 | 備註 |
| ---- | -------------- | ------------ | ---------- | ------ | ------ | -------- | ---- |
| 2020 | 第21届国会选举 | 首尔广津区乙 | 共同民主党 | 54,210 | 50.37% |          |      |
| 2024 | 第22届国会选举 | 首尔广津区乙 | 共同民主党 | 53,362 | 51.47% |          |      |

## 外部連結
- 高旼廷的Facebook專頁
- 高旼廷的X（前Twitter）
- 高旼廷的Instagram帳戶
- 高旼廷的Youtube頻道 （页面存档备份，存于）
- 高旼廷的部落格 （页面存档备份，存于）
- http://100.daum.net/encyclopedia/view/33XXXXX21664 （页面存档备份，存于） - 多音